# Zollikoferia candolleana
Zollikoferia candolleana là một loài thực vật có hoa trong họ Cúc. Loài này được Coss. ex Pomel miêu tả khoa học đầu tiên.